# Krastjo Mijatew
Krastjo Iwanow Mijatew (gebräuchliche Transliteration Krăstju Mijatev, bulgarisch Кръстю Миятев, * 19. Januar 1892 in Plowdiw; † 24. August 1966 in Sofia) war ein bulgarischer Archäologe und Kunsthistoriker.

## Leben
Mijatew besuchte das Gymnasium in Plowdiw und studierte anschließend von 1909 bis 1910 an der Universität Sofia, dann von 1910 bis 1915 an der Universität Wien, wo er 1915 mit einer Arbeit zur Betonung der bulgarischen Sprache promoviert wurde. 1915 kehrte er nach Bulgarien zurück und war als Lehrer in Kasanlak und Sofia tätig. Ab 1925 war er wissenschaftlicher Mitarbeiter an der Abteilung für mittelalterliche Geschichte des Ethnographischen Museums in Sofia. 1923 bis 1925 absolvierte er ein Aufbaustudium der Christlichen Archäologie und byzantinischen Kunstgeschichte an der Universität Berlin. 
Mijatew war ab Ende 1926 zunächst als Privatdozent, von 1946 bis 1956 als Professor für Christliche Archäologie an der theologischen Fakultät der Universität Sofia tätig. 1939 wurde er Direktor des Ethnographischen Museums. Von 1948 bis 1963 war er Direktor des Nationalen Archäologischen Instituts mit Museum der Bulgarischen Akademie der Wissenschaften, deren Mitglied er seit 1926 war. 
Er leitete zahlreiche Ausgrabungen, so bei Madara, Preslaw, Pliska und auf dem Zarewez in Tarnowo. In seinen wissenschaftlichen Arbeiten befasste er sich mit der materiellen Kultur sowie der Malerei und Architektur des bulgarischen Mittelalters.

## Schriften (Auswahl)
- Dekorativnata živopis' na sofijskija nekropol / La peinture décorative de la nécropole de Serdica. Pridvorna Pečatnica, Sofia 1925.
- Preslavskata keramika / Die Keramik von Preslav. Hiersemann, Leipzig 1936.
- mit Christo Christov, Georgi Stojkov: Das Rila-Kloster. Die Geschichte, das Bauwerk, Wandmalerei und Holzschnitzerei. Verlag der Bulgarischen Akademie der Wissenschaften, Sofia 1957.
- Die Wandmalereien in Bojana. VEB Verlag der Kunst, Dresden 1961.
- Die mittelalterliche Baukunst in Bulgarien. Verlag der Bulgarischen Akademie der Wissenschaften, Sofia 1974.